# Velten Arendt
Velten Arendt (28 de março de 1919 - 23 de março de 1945) foi um oficial alemão que serviu na  durante a Segunda Guerra Mundial. Foi condecorado com a Cruz de Cavaleiro da Cruz de Ferro.